# Simon Orchard

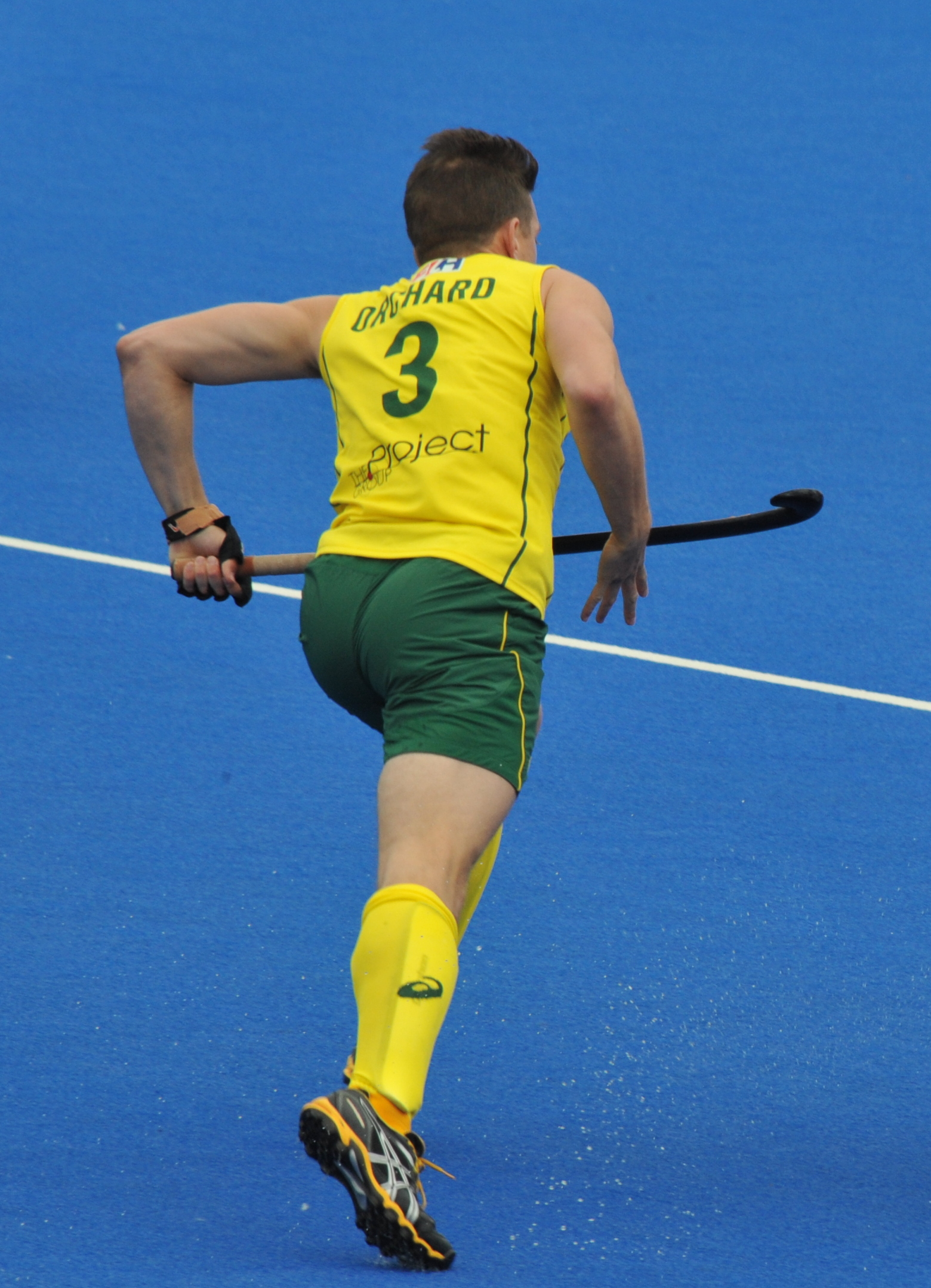
Simon Orchard (2015)

Simon Orchard (* 9. Juli 1986 in Muswellbrook) ist ein ehemaliger australischer Hockeyspieler, der mit der australischen Hockeynationalmannschaft 2010 und 2014 Weltmeister sowie 2012 Olympiadritter war.

## Sportliche Karriere
Simon Orchard spielte für die New South Wales Waratahs in Sydney. 
Bei der Weltmeisterschaft 2010 in Neu-Delhi gewannen die Australier ihre Vorrundengruppe trotz einer Niederlage gegen das englische Team. Nach einem 2:1 im Halbfinale gegen die niederländische Mannschaft bezwangen die Australier im Finale die Deutschen ebenfalls mit 2:1. Im gleichen Jahr fanden die Commonwealth Games 2010 ebenfalls in Neu-Delhi statt. Die australische Mannschaft erreichte das Finale durch ein 6:2 im Halbfinale gegen Neuseeland. Im Finale besiegten die Australier die indische Mannschaft mit 8:0, wobei Orchard ein Tor erzielte. 2012 bei den Olympischen Spielen in London gewannen die Australier ihre Vorrundengruppe. Im Halbfinale unterlagen sie der deutschen Mannschaft mit 2:4, das Spiel um die Bronzemedaille gewannen sie gegen die Briten mit 3:1. Eines seiner zwei Turniertore erzielte Orchard im Spiel um den dritten Platz.
Bei der Weltmeisterschaft in Den Haag gewannen die Australier ihre Vorrundengruppe mit fünf Siegen in fünf Spielen. Nach einem 5:1-Halbfinalsieg über die argentinische Mannschaft bezwangen die Australier im Finale die niederländische Mannschaft mit 6:1. Orchard erzielte wie beim Titelgewinn 2010 kein Tor während des Turniers, war aber wieder in allen Spielen dabei. Nur anderthalb Monate später fanden die Commonwealth Games 2014 in Glasgow statt. Im Finale trafen die Australier auf das indische Team, die Australier siegten mit 4:0. Orchard erzielte drei Turniertore, davon eins im Halbfinale. Bei den Olympischen Spielen 2016 in Rio de Janeiro erreichten die Australier das Viertelfinale, unterlagen dort aber der niederländischen Mannschaft. Nach den Platzierungsspielen belegten die Australier den sechsten Platz. Nach den Olympischen Spielen beendete Orchard seine Laufbahn in der Nationalmannschaft.